# كالفين بيز
كالفين بيز هو محامي وقاضي وسياسي أمريكي، ولد في 9 سبتمبر 1776 في Suffield, Connecticut ‏ في الولايات المتحدة، وتوفي في 17 سبتمبر 1839 في وارن في الولايات المتحدة. انتخب عضو مجلس ولاية أوهايو ‏ وانتخب Supreme Court of Ohio ‏ وانتخب عضو مجلس نواب أوهايو ‏.